# Голякова (Слободо-Туринский район)
Голякова — деревня в Слободо-Туринском районе Свердловской области России, входит в состав муниципального образования «Усть-Ницинское сельское поселение». 

## География
Деревня Голякова муниципального образования «Слободо-Туринского района» Свердловской области расположена в 20 километрах (по автотрассе в 26 километрах) к югу от села Туринская Слобода, на левом берегу реки Межница (правый приток реки Ница). Деревня входит в состав муниципального образования «Усть-Ницинское сельское поселение».

## Население
| 2002 | 2010 | 2021 |
| ---- | ---- | ---- |
| 214  | ↘145 | ↘104 |